# 레바논의 국기
레바논의 국기(아랍어:  علم لبنا)는 위로부터 빨강·하양·빨강의 2색으로 이루어져 있으며, 국기의 가운데에는 레바논시다가 있다. 비율은 2:3이다. 1943년 12월 7일에 국기로써 제정하였다.
흔히 레바논시다의 줄기와 뿌리를 갈색으로 칠하나 이는 잘못된 것이다. 나무를 제외하면 오스트리아의 국기와 거의 비슷하다. 빨강은 희생을 상징하고, 하양은 평화와 레바논의 산들을 덮고 있는 흰 눈을 상징한다. 레바논시다는 불변·불멸을 상징한다.

## 색상
| 색상 | 빨강                | 하양                  | 초록               |
| ---- | ------------------- | --------------------- | ------------------ |
| RGB  | 237–28–36 (#ED1C24) | 255–255–255 (#FFFFFF) | 0–166–81 (#00A651) |

## 과거의 기

오스만 제국 점령기
프랑스 위임통치령 레바논 (1918년 - 1943년)

## 같이 보기
- 레바논의 국장